# Айвор Бродіс
Іван "Айвор" Артур Бродіс (англ. Ivan "Ivor" Arthur Broadis, 18 грудня 1922, Острів Собак — 12 квітня 2019) — англійський футболіст, що грав на позиції нападника, зокрема, за клуби «Манчестер Юнайтед», «Манчестер Сіті» та «Ньюкасл Юнайтед», а також національну збірну Англії. По завершенні ігрової кар'єри — футбольний журналіст.

## Ранні роки
Народився 18 грудня 1922 на острові Собак у Лондоні.
Учасник Другої світової війни - був льотчиком Королівських ВПС, налітав 500 годин на літаках Vickers Wellington і Avro Lancaster. В кінці війни перебував в Північній Італії, де його застала новина про капітуляцію мілітаристської Японії, після чого повернувся в Англію.

## Клубна кар'єра
У футболі дебютував 1942 року виступами за команду «Манчестер Юнайтед», в якій провів два сезони, взявши участь у 4 матчах чемпіонату. 
Згодом з 1946 по 1951 рік грав у складі команд «Карлайл Юнайтед» та «Сандерленд».
Своєю грою за останню команду привернув увагу представників тренерського штабу клубу «Манчестер Сіті», до складу якого приєднався 1951 року. Відіграв за команду з Манчестера наступні два сезони своєї ігрової кар'єри. Більшість часу, проведеного у складі «Манчестер Сіті», був основним гравцем атакувальної ланки команди.
1953 року уклав контракт з «Ньюкасл Юнайтед», у складі якого провів наступні два роки своєї кар'єри гравця. Граючи у складі «Ньюкасла» також здебільшого виходив на поле в основному складі команди. В новому клубі був серед найкращих голеодорів, відзначаючись забитим голом в середньому щонайменше у кожній третій грі чемпіонату.
Протягом 1955—1959 років знову захищав кольори «Карлайл Юнайтед».
Завершив професійну ігрову кар'єру у шотландському клубі «Квін оф зе Саут», за команду якого виступав протягом 1959—1961 років.

## Виступи за збірну
1951 року дебютував в офіційних матчах у складі національної збірної Англії. Протягом кар'єри у національній команді провів у її формі 14 матчів, забивши 8 голів.
У складі збірної був учасником чемпіонату світу 1954 року у Швейцарії, де зіграв з Бельгією (4-4), господарями (2-0) і Уругваєм (2-4). У першій грі забив два голи.

## Кар'єра тренера
Розпочав тренерську кар'єру, ще продовжуючи грати на полі, 1946 року, очоливши тренерський штаб клубу «Карлайл Юнайтед». Досвід тренерської роботи обмежився цим клубом.

## Цікавий факт
Був наймолодшим і в той же час граючим тренером з футболу в історії чемпіонатів світу. У 23 роки (1946 рік) очолив клуб «Карлайл Юнайтед». А в 26 років за 18 тисяч фунтів (величезні гроші на той час) продав сам себе в «Сандерленд».
Помер 12 квітня 2019 року на 97-му році життя.
| Дата       | Місто        | Господарі | Результат | Гості     | Турнір                | Голи | Примітки |
| ---------- | ------------ | --------- | --------- | --------- | --------------------- | ---- | -------- |
| 28/11/1951 | Лондон       | Англія    | 2 – 2     | Австрія   | товариський матч      | -    |          |
| 05/04/1952 | Глазго       | Шотландія | 1 – 2     | Англія    | Домашній чемпіонат    | -    |          |
| 18/05/1952 | Флоренція    | Італія    | 1 – 1     | Англія    | товариський матч      | 1    |          |
| 18/04/1953 | Лондон       | Англія    | 2 – 2     | Шотландія | Домашній чемпіонат    | 2    |          |
| 17/05/1953 | Буенос-Айрес | Аргентина | 0 – 0     | Англія    | товариський матч      | -    | [ 10 ]   |
| 24/05/1953 | Сантьяго     | Чилі      | 1 – 2     | Англія    | товариський матч      | -    |          |
| 31/05/1953 | Монтевідео   | Уругвай   | 2 – 1     | Англія    | товариський матч      | -    |          |
| 08/06/1953 | Нью-Йорк     | США       | 3 – 6     | Англія    | товариський матч      | 1    |          |
| 03/04/1954 | Глазго       | Шотландія | 2 – 4     | Англія    | Відбір до ЧС 1954     | 1    | [ 11 ]   |
| 16/05/1954 | Белград      | Югославія | 1 – 0     | Англія    | товариський матч      | -    |          |
| 23/05/1954 | Будапешт     | Угорщина  | 7 – 1     | Англія    | товариський матч      | 1    |          |
| 17/06/1954 | Базель       | Англія    | 4 – 4     | Бельгія   | ЧС 1954 - 1-й етап    | 2    |          |
| 29/06/1954 | Берн         | Англія    | 2 – 0     | Швейцарія | ЧС 1954 - 1-й етап    | -    |          |
| 02/07/1954 | Базель       | Уругвай   | 4 – 2     | Англія    | ЧС 1954 - чвертьфінал | -    |          |
| Усього     |              | Матчів    | 14        |           | Голів                 | 8    |          |